# Aurelio Santagostino
Aurelio Santagostino (Milano, 28 giugno 1928 – 2 aprile 2004) è stato un calciatore italiano, di ruolo attaccante.

## Carriera
Viene scoperto tra i dilettanti dal Milan, che lo fa esordire in Serie A a 18 anni. Con i rossoneri disputa cinque stagioni. Nell'ultimo anno, coronato dallo scudetto, segna 9 gol in 14 partite.
Passa quindi all'Atalanta, dove sigla 10 reti nella prima stagione. Dopo il biennio a Bergamo scende in Serie B al Fanfulla prima ed al Cagliari poi, concludendo la carriera tra le file del Legnano, sempre nel campionato cadetto.

## Palmarès

### Club

#### Competizioni giovanili
- Torneo di Viareggio: 1

Milan: 1949

#### Competizioni nazionali
- Campionato italiano: 1

Milan: 1950-1951